# Lysorophia
Los lisorofios (Lysorophia) son un grupo extinto de lepospóndilos que vivieron desde finales del período Carbonífero (Bashkiriense) hasta finales del Pérmico inferior, en lo que hoy son los Estados Unidos y Europa. Eran animales acuáticos que presentaban cuerpos y cráneos elongados, más de 100 vértebras presacrales, un patrón único en los huesos de la región superior del cráneo, mandíbulas cortas (de las cuales tanto la inferior como la superior poseían una fenestra mandibular lateral), un esqueleto hiobranquial bastante osificado y extremidades muy reducidas que son similares en proporción a la de las anfiumas.

## Morfología y ecología

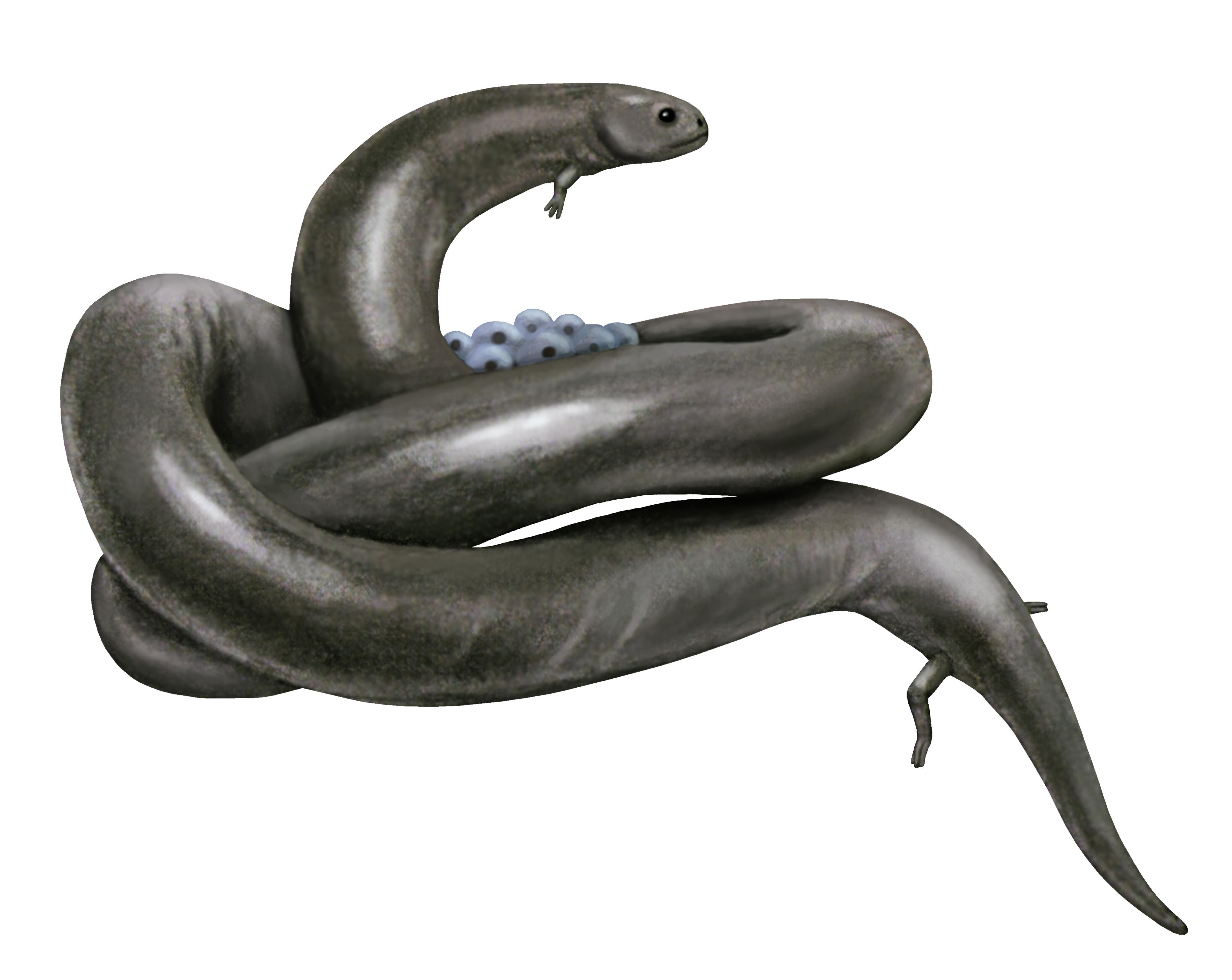
Lysorophus tricarinatus exhibiendo un cuidado parental de los huevos especulativo basado en el presentando por las anfiumas.

El cráneo de los miembros de Lysorophia es ligero, exhibiendo también unas fenestras y órbitas elongadas. Los huesos intertemporal, supratemporal, postfrontal y yugal del cráneo están ausentes en el grupo. La mandíbula es corta y tanto la maxila como la premaxila son muy flexibles.
Debido a la morfología de las articulaciones del cráneo y la columna vertebral, el grupo Lysorophia ha sido usualmente relacionado filogenéticamente con Microsauria, aunque los patrones de los huesos del cráneo en ambos grupos son muy distintos. Por otra parte, presentan un torso muy alargado, extremidades diminutas o ausentes y una cola corta, la cual contrastaba con las más de 100 vértebras presacrales.
Ciertas especies estaban adaptadas a una vida en el subsuelo en zonas lodosas dentro de pequeños cuerpos de aguas, recurriendo a la estivación como medio para afrontar sequías periódicas.
Por otra parte, el descubrimiento de huellas fósiles asignadas a este grupo sugiere que algunas especies se desplazaban con movimientos ondulatorios al nadar.

## Biogeografía
Las especies de este grupo son conocidas principalmente de yacimientos de finales del período Carbonífero y comienzos del período Pérmico de Norteamérica. Los especímenes han sido descubiertos en formaciones geológicas de los estados de Utah e Illinois. A su vez, especímenes del Carbonífero han sido descubiertos también en Europa (Inglaterra e Irlanda), aunque un registro de Francia podría pertenecer a una especie del grupo Aistopoda.

## Evolución y sistemática
Numerosos autores han relacionado Lysorophia con Microsauria, más en concreto con aquellos especímenes pertenecientes a Tuditanomorpha (grupo nombrado por Carroll & Gaskill (1978) y de naturaleza parafilética según las últimas líneas de investigación) a raíz, fundamentalmente, de las similitudes en la unión craneovertebral.
Anderson (2001) relaciona a Lysorophia con Aistopoda, estando este clado dentro de Nectridea (parafilético según sus resultados), emparentado con Adelogyrinidae e insertos dentro de Microsauria (también parafilético). Por su parte, Vallin & Laurin (2004) incluyen al grupo dentro de Microsauria y como grupo hermano de los anfibios modernos (Lissamphibia). Ruta & Coates (2007) también incorporan a Lysorophia dentro de Microsauria (relacionándolos al grupo Pantylidae), pero lo establecen dentro de un clado junto a otro linaje que incorpora a Nectridea y Aistopoda.